# Oxford Research Group
Die Oxford Research Group (ORG) war eine 1982 in Oxford gegründete unabhängige Nichtregierungsorganisation mit Sitz in London, die für einen nachhaltigere Sicherheitspolitik in Großbritannien und der restlichen Welt warb. 

## Geschichte
2003 erhielt die Gründungsdirektorin Scilla Elworthy den Niwano-Friedenspreis für die Arbeit der ORG. Einer der Berater der Gruppe war der Nuklearphysiker Frank Barnaby.
Im April 2005 bezeichnete die Tageszeitung The Independent die ORG als einen der Top 20 Think Tanks in Großbritannien.
Die Organisation hat ihre Aktivitäten im Jahr 2020 aufgrund fehlender finanzieller Mittel eingestellt.

## Programme
ORG betreibt drei Programme:
- Human Security in the Middle East (Menschliche Sicherheit im Nahen Osten)
- Sustainable Security (Nachhaltige Sicherheit)
- Recording the Casualties of Armed Conflict (Zählung der Todesopfer von bewaffneten Konflikten)

Die Organisation versteht sich als „Brückenbauer“ und versucht, Vertrauen zwischen den Politikentscheidern, Akademikern, dem Militär und der Zivilgesellschaft aufzubauen. Mit Unterstützung international anerkannter Berater und unter Einbeziehung von Meinungsführern und Regierungen wird eine Kombination aus innovativen Publikationen, Expertenrunden und Beratungen genutzt, um nachhaltige globale Sicherheitsstrategien zu entwickeln und zu fördern. Dabei soll die weltweite Priorität weg vom Militärischen hin zu einem Sicherheitsbegriff geführt werden, der auf Gerechtigkeit, Menschenrechten, Konfliktprävention und einer gerechten Ressourcenverteilung beruht.